# Chủ tịch nước Cộng hòa Dân chủ Nhân dân Lào
Chủ tịch nước Cộng hòa Dân chủ Nhân dân Lào là người đứng đầu Nhà nước Cộng hoà Dân chủ Nhân dân Lào. Chủ tịch nước là đại diện cho Nhà nước trong các hoạt động đối nội cũng như đối ngoại, phụ trách giám sát hoạt động cũng như giữ gìn sự ổn định của hệ thống và bảo vệ sự độc lập và toàn vẹn lãnh thổ của đất nước. Chủ tịch nước do Quốc hội bầu và phải là một đại biểu Quốc hội, chịu trách nhiệm trước Quốc hội, có quyền bổ nhiệm Thủ tướng, Phó Chủ tịch nước, các Bộ trưởng và các quan chức khác với sự đồng ý của Quốc hội. Nhiệm kỳ của Chủ tịch nước trùng với nhiệm kỳ của Quốc hội. Giúp việc cho Chủ tịch nước là một Phó Chủ tịch nước cũng do Quốc hội bầu ra và chịu trách nhiệm trước Quốc hội.
Ngoài ra Chủ tịch nước còn là Tổng tư lệnh Các lực lượng vũ trang của Quân đội Nhân dân Lào. Kể từ khi Lào là một quốc gia đơn đảng, với Đảng Nhân dân Cách mạng Lào là đảng duy nhất nắm quyền lãnh đạo đất nước dựa theo hiến pháp, tất cả các Chủ tịch nước Cộng hòa Dân chủ Nhân dân Lào đều là thành viên của Đảng khi còn đương chức. Chủ tịch nước hiện nay là ông Thongloun Sisoulith được bầu vào ngày 22 tháng 3 năm 2021. Ông đồng thời giữ chức Tổng Bí thư Đảng Nhân dân Cách mạng Lào, là người được xếp hạng đầu tiên trong hệ thống phân cấp của Bộ Chính trị.
Chức vụ Chủ tịch nước Cộng hòa Dân chủ Nhân dân Lào được đánh dấu từ lúc Hoàng thân Souphanouvong, một thành viên của Hoàng gia Lào bị lật đổ trở thành vị Chủ tịch nước đầu tiên của nước Cộng hòa Dân chủ Nhân dân, sau khi Pathet Lào lật đổ Vương quốc Lào vào năm 1975, kết thúc cuộc nội chiến Lào kéo dài gần 20 năm.

## Quyền hạn
Chủ tịch nước có quyền và nhiệm vụ sau:
- Ban hành Hiến pháp và Luật đã được Quốc hội thông qua;
- Ban hành sắc lệnh và nghị định của Chủ tịch nước;
- Giới thiệu hoặc bãi nhiệm Thủ tướng Chính phủ cho Quốc hội xem xét và quyết định;
- Thông qua hoặc bãi nhiệm Thủ tướng hoặc thành viên của Chính phủ do Quốc hội phê chuẩn;
- Thông qua hoặc bãi nhiệm Phó Chánh án Tòa án Nhân dân Tối cao theo đề nghị của Chánh án Tòa án Nhân dân Tối cao và thông qua hoặc bãi nhiệm Phó Viện trưởng Viện Kiểm sát Tối cao theo đề nghị của Viện trưởng Viện Kiểm sát Tối cao;
- Thông qua, luân chuyển hoặc bãi nhiệm chính quyền tỉnh và thành phố theo đề nghị của Thủ tướng;
- Đứng đầu lực lượng vũ trang nhân dân;
- Thăng hoặc giáng cấp Tướng lực lượng Quốc phòng và an ninh theo đề nghị của Thủ tướng;
- Triệu tập và trì phiên họp đặc biệt của Chính phủ;
- Quyết định trao Huân chương sao vàng, Huy chương công lao, Huân chương chiến thắng và danh hiệu cao quý nhất của Nhà nước;
- Quyết định đặc xá;
- Quyết định chọn tướng hoặc cưỡng bức tòng quân và ban bố tình trạng khẩn cấp trên toàn quốc hoặc địa phương bất kỳ;
- Ban hành phê chuẩn các Hiệp ước, điều ước quốc tế;
- Bổ nhiệm hoặc triệu hồi đại sứ tại nước ngoài theo sự đề nghị của Thủ tướng, và chấp thuận đại sứ tại Cộng hòa Dân chủ Nhân dân Lào;
- Thi hành và thực hiện quyền thông qua pháp luật;

Phó Chủ tịch nước có thể thay quyền Chủ tịch nước trong thời gian Chủ tịch nước không đảm đương được nhiệm vụ công việc.

## Danh sách Chủ tịch nước

### Cộng hòa Dân chủ Nhân dân Lào
| TT | Tên (sinh–mất) (Chức danh)                       | Hình | Nhiệm kỳ             | Nhiệm kỳ                       | Thời gian tại nhiệm | Đảng                        |
| TT | Tên (sinh–mất) (Chức danh)                       | Hình | Bắt đầu              | Kết thúc                       | Thời gian tại nhiệm | Đảng                        |
| -- | ------------------------------------------------ | ---- | -------------------- | ------------------------------ | ------------------- | --------------------------- |
| 1  | Souphanouvong(1909–1995) Chủ tịch nước           |      | 2 tháng 12 năm 1975  | 15 tháng 8 năm 1991            | 15 năm, 256 ngày    | Đảng Nhân dân Cách mạng Lào |
| —  | Phoumi Vongvichit(1909–1994) Quyền Chủ tịch nước |      | 31 tháng 10 năm 1986 | 15 tháng 8 năm 1991            | 4 năm, 288 ngày     | Đảng Nhân dân Cách mạng Lào |
| 2  | Kaysone Phomvihane(1920–1992) Chủ tịch nước      |      | 15 tháng 8 năm 1991  | 21 tháng 11 năm 1992 (qua đời) | 1 năm, 98 ngày      | Đảng Nhân dân Cách mạng Lào |
| 3  | Nouhak Phoumsavanh(1910–2008) Chủ tịch nước      |      | 25 tháng 11 năm 1992 | 24 tháng 2 năm 1998            | 5 năm, 91 ngày      | Đảng Nhân dân Cách mạng Lào |
| 4  | Khamtai Siphandon(1924-2025) Chủ tịch nước       |      | 24 tháng 2 năm 1998  | 8 tháng 6 năm 2006             | 8 năm, 104 ngày     | Đảng Nhân dân Cách mạng Lào |
| 5  | Choummaly Sayasone(1936 đến nay) Chủ tịch nước   |      | 8 tháng 6 năm 2006   | 20 tháng 4 năm 2016            | 9 năm, 317 ngày     | Đảng Nhân dân Cách mạng Lào |
| 6  | Bounnhang Vorachith(1937 đến nay) Chủ tịch nước  |      | 20 tháng 4 năm 2016  | 22 tháng 3 năm 2021            | 4 năm, 336 ngày     | Đảng Nhân dân Cách mạng Lào |
| 7  | Thongloun Sisoulith(1945 đến nay) Chủ tịch nước  |      | 22 tháng 3 năm 2021  | đương nhiệm                    | 4 năm, 23 ngày      | Đảng Nhân dân Cách mạng Lào |

## Nguyên Chủ tịch nước còn sống

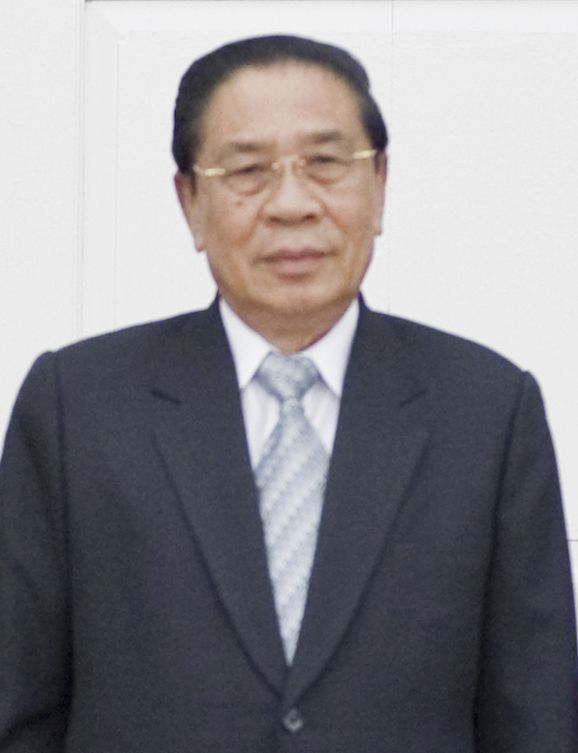
Choummaly Sayasone nhiệm kỳ 2006-2016
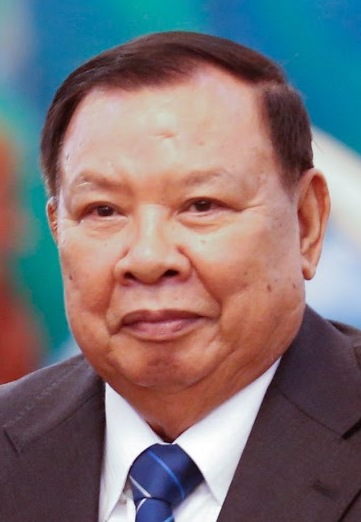
Bounnhang Vorachith nhiệm kỳ 2016-2021